# Тэсима, Кэйко
Кэйко Тэсима (яп. 手島 桂子; в девичестве Маэда (яп. 前田); род. 25 марта 1980, Такасаго) — японская дзюдоистка полусредней весовой категории, выступала за сборную Японии в конце 1990-х — середине 2000-х годов. Участница летних Олимпийских игр в Сиднее, чемпионка мира, бронзовая призёрша чемпионата Азии, победительница многих турниров национального и международного значения.

## Биография
Кэйко Маэда родилась 25 марта 1980 года в городе Такасаго префектуры Хиого. Активно заниматься дзюдо начала в возрасте двенадцати лет под впечатлением от аниме Yawara!, позже проходила подготовку в студенческой команде во время обучения в Университете Цукубы. Была сильна такими приёмами как сэойнагэ и нэвадза.
Впервые заявила о себе в сезоне 1997 года, выиграв юниорский международный турнир во Франции. Год спустя стала чемпионкой мира среди юниоров на мировом первенстве в Кали, одержала победу на открытом турнире в Берлине, при этом в зачёте женского чемпионата Японии была второй.
Первого серьёзного успеха на взрослом международном уровне добилась в 1999 году, когда выиграла женский чемпионат Японии и, попав в основной состав японской национальной сборной, побывала на чемпионате мира в английском Бирмингеме, откуда привезла награду золотого достоинства — взяла верх над всеми своими соперницами в полусредней весовой категории, в том числе победила в финале титулованную бельгийскую дзюдоистку Геллу Вандекавейе. Кроме того, в этом сезоне получила бронзу на международном турнире в Фукуоке и серебро на этапе Кубка мира в Мюнхене.
В 2000 году Маэда защитила звание чемпионки Японии в полусреднем весе и завоевала бронзовую медаль на домашнем чемпионате Азии в Осаке. Благодаря череде удачных выступлений удостоилась права защищать честь страны на летних Олимпийских играх в Сиднее, однако в первом же поединке потерпела поражение от американки Селиты Шуц и тем самым лишилась всяких шансов на попадание в число призёров.
После сиднейской Олимпиады Кэйко Маэда осталась в основном составе японской национальной сборной и продолжила принимать участие в крупнейших международных турнирах. Так, в 2001 году она заняла пятое место на этапе Кубка мира в Париже, а в 2003-м выиграла открытый международный турнир в Чеджу. В следующем сезоне получила серебро на международном турнире класса «А» в австрийском Леондинге и бронзу на Кубке Кодокан в Тибе. Последний раз показала сколько-нибудь значимый результат на международной арене в сезоне 2005 года, когда в полусреднем весе стала серебряной призёршей Кубка мира в Леондинге и одержала победу на тихоокеанском чемпионате по дзюдо в Чеджу. Вскоре по окончании этих соревнований приняла решение завершить карьеру профессиональной спортсменки.